# Rítmica en cruz
La rítmica en cruz es una forma de componer rítmicamente un tema, propia de la tradición de África Occidental, caracterizada por la superposición de la  polirritmia y la  polimetría. El término «rítmica en cruz» fue usado por primera vez en 1934 por Arthur Morris Jones.

## Polirritmia
El concepto fue planteado inicialmente por el poeta africano Léopold Sédar Senghor para referirse al contrapunto rítmico existente entre el ritmo de la palabra y el ritmo de los tambores, presente en la música africana.
El musicólogo de jazz Alfons M. Dauer lo define con más precisión como un sistema rítmico en el que, sobre un mismo sistema de medida (es decir, sobre un esquema de compases permanente), se utilizan acentuaciones rítmicas diferentes, combinadas y/o superpuestas para las distintas voces.
En una partitura, las líneas divisorias de los compases serían, en sentido vertical, paralelas unas a otras, como en la música europea, pero la forma de marcar el ritmo sería diferente para las distintas voces.

## Polimetría
En la polimetría, suenan al mismo tiempo varios metros fundamentales de diverso tipo. Por ejemplo, un tambor suena en compás de 4/4, otro en 3/4 y un tercero en 2/4. Las entradas de los distintos tambores no deben coincidir.
En representación de partitura, las líneas divisorias de los compases no pueden trazarse rectas atravesando toda la partitura, como es usual en la música occidental. No obstante, la duración de los metros es la misma, es decir, la secuencia de líneas divisorias del compás cada cierto número de compases coincide y se repite regularmente.

## Rítmica en cruz
Ambas formas juntas, componen el principio de la rítmica en cruz, en el que los grandes acentos de las formas fundamentales utilizadas, no coinciden, sino que se apoyan unos en otros, en forma de cruz.
En este sistema, los metros fundamentales de la polimetría, no entran a la vez, sino en distintos tiempos. Para Dauer, esta sucesión de acentos, es precisamente la verdadera música del africano occidental, especialmente de las tribus de origen yoruba y fon, aunque también de casi todas las naciones ecuatoriales y sub-ecuatoriales.
Como estas formas rítmicas son propias de la cultura africana, y no se dan conjuntamente en ninguna otra música (y, por supuesto, tampoco en la occidental clásica), su presencia es un signo seguro para saber hasta dónde se extiende la influencia africana en el campo musical.

## Presencia de la música africana
Dauer prueba que, en las Antillas y en Latinoamérica, polimetría y polirritmia se mantienen todavía en el ámbito afroamericano; en Norteamérica queda solamente la polirritmia como elemento vétero-africano y sigue siendo determinante, al menos, hasta el swing.
Este elemento trazador, hace que algunos autores, como Jahn, planteen la posibilidad de que la música africana haya influido en el flamenco, al ver permanencias de la rítmica en cruz en algunos palos (fandango) y sospechar que algunas características rítmicas de otros (seguiriya, bulería) puedan contenerlas igualmente, a falta de estudios serios al respecto.